# جورج فيشر
جورج فيشر (بالإنجليزية: Brock Peters)‏ (و. 1928 – 2005 م) هو ممثل تلفزيوني، وممثل أفلام، وممثل، وممثل تعبيري، من الولايات المتحدة الأمريكية، ولد في مدينة نيويورك، توفي في لوس أنجلوس، عن عمر يناهز 77 عاماً بسبب ورم البنكرياس.

## جوائز وترشيحات
حصل على جوائز منها:
- جائزة إنجاز الحياة لنقابة ممثلي الشاشة [الإنجليزية]‏.

ترشح لـ:
- جائزة توني عن فئة أفضل ممثل في مسرحية موسيقية [الإنجليزية]‏ (1973).

## وصلات خارجية
- جورج فيشر على موقع IMDb (الإنجليزية)
- جورج فيشر على موقع الموسوعة البريطانية (الإنجليزية)
- جورج فيشر على موقع ألو سيني (الفرنسية)
- جورج فيشر على موقع ميوزك برينز (الإنجليزية)
- جورج فيشر على موقع تيرنر كلاسيك موفيز (الإنجليزية)
- جورج فيشر على موقع أول موفي (الإنجليزية)
- جورج فيشر على موقع قاعدة بيانات برودواي على الإنترنت (الإنجليزية)
- جورج فيشر على موقع قاعدة بيانات الأفلام السويدية (السويدية)
- جورج فيشر على موقع إن إن دي بي (الإنجليزية)
- جورج فيشر على موقع أول ميوزيك (الإنجليزية)